# Dopinho
Dopinho, localizado em Porto Alegre, é reconhecido como o primeiro centro de detenção clandestina das ditaduras do Cone Sul. O centro foi inaugurado logo após o golpe de abril de 1964, tendo suas atividades suspensas em setembro de 1966 após a morte do sargento Manoel Raymundo Soares.
O centro ficou conhecido pelo seu nome, Dopinho, por ser um braço do Departamento de Ordem Politica e Social (DOPS) que, junto do Destacamento de Operações de Informação - Centro de Operações de Defesa Interna (DOI-CODI), fazia parte do Serviço Nacional de Informações (SNI).
Assim como os centros do DOI-CODI, o Dopinho era um centro de assassinato e tortura dos que se opunham à ditadura militar.

## "O Caso das Mãos Amarradas"
Em 24 de agosto de 1966, o corpo do Sargento Manoel Raymundo Soares foi encontrado boiando à beira do Guaíba com suas mão atadas por dois moradores da Ilha das Flores, João Gomes Peixoto e Leci Ramos Batalha. Manoel havia sido preso em 11 de março de 1966, por volta das 16h30, em frente ao Auditório Araújo Vianna por dois sargentos à paisana, Carlos Otto Bock e Nilton Aguiadas, distribuindo panfletos de conteúdo subversivo. Da sua prisão até a sua morte, Manoel foi mantido em cárcere, sendo torturado no Dopinho. De acordo com apuração do Ministério Público, os responsáveis por sua morte o major de infantaria Luiz Carlos Menna Barreto, chefe de gabinete da Secretaria de Segurança Pública do Rio Grande do Sul e responsável pelo Dopinho, o delegado José Morsch, diretor da Divisão de Segurança Política e Social e substituto do titular do DOPS-RS, e os delegados da Polícia Civil Enir Barcelos da Silva e Itamar Fernandes de Souza, este último chefe da Seção de Investigações e Cartório do DOPS-RS.
O caso atraiu a atenção da mídia na época, ficando conhecido como "O Caso das Mãos Amarradas." Em decorrência da grande repercussão da morte de Manoel, as operações de repressão foram realocadas e o Dopinho deixou de ser utilizado como centro de tortura em 1966.

## Marcas da Memória
O prédio, localizado na Rua Santo Antônio, foi identificado como centro de tortura em junho de 2011. Em agosto de 2015 o projeto Marcas da Memória instalou uma placa em frente ao endereço demarcando-o como um centro de tortura da ditadura militar. O projeto é uma parceria entre o Ministério da Justiça e a Prefeitura de Porto Alegre. Em 2016, o então governador Ivo Sartori oficializou o projeto em âmbito estadual para identificação de centros de tortura e repressão pelo Rio Grande do Sul.
Em 2020, a placa do projeto foi coberta de cimento. Alegou-se que a marcação apresentava um risco para pedestres. De acordo com a Promotoria de Defesa do Meio Ambiente, um idoso quase teria se machucado no local. Ainda em 2020 o Ministério Público entrou em acordo com a proprietária do imóvel e uma nova placa foi produzida e instalada em 29 de abril de 2021. A placa conta com o texto original, que lê:
""Primeiro centro clandestino de detenção do Cone Sul. No número 600 da Rua Santo Antônio, funcionou estrutura paramilitar para sequestro, interrogatório, tortura e extermínio de pessoas ordenados pelo regime militar de 1964. O major Luiz Carlos Menna Barreto comandou o terror praticado por 28 militares, policiais, agentes do DOPS e civis, até que apareceu no Guaíba, o corpo com as mãos amarradas de Manoel Raymundo Soares, que suportou 152 dias de tortura, inclusive no casarão. Em 1966, com paredes manchadas de sangue, o Dopinho foi desativado e os crimes ali cometidos ficaram impunes."